# Kunti (Bungkal)
Kunti is een bestuurslaag in het regentschap Ponorogo van de provincie Oost-Java, Indonesië. Kunti telt 1309 inwoners (volkstelling 2010).